# Hermann Mattison
Hermann Karlovis Mattison (aussi connu sous le nom de Hermanis Matisons) est un joueur d'échecs letton et compositeur d'études d'échecs né le 28 décembre 1894 à Riga et mort le 16 novembre 1932 à Riga (à 38 ans).

## Palmarès (1924–1931)
Champion de Lettonie en 1924 (avec 11,5 points sur 13, +10 =3), Mattison finit premier (devant Colle et Max Euwe) au tournoi de Paris 1924 (tournoi individuel organisé en marge des Jeux olympiques d'été et ancêtre des olympiades d'échecs). L'année suivante, il remporta le tournoi de pâques à Bromley en 1925, puis fut vainqueur à Bartfeld 1926 (+4 =8, ex æquo avec Tartakover), neuvième au tournoi de Budapest 1926, avec la moitié des points (7,5 / 15) et deuxième du tournoi de Königsberg 1926. En 1928, il termina troisième (derrière Przepiorka et Euwe) du championnat olympique amateur organisé en marge de l'Olympiade de La Haye. En 1929, il marqua la moitié des points lors du tournoi de Carlsbad (remporté par Nimzowitsch devant Capablanca). Lors de ce même tournoi, il compose une étude basée sur la partie opposant Vera Menchik et Milan Vidmar, qui sera publiée pour la première fois dans la revue Jaunākās Ziņas.
Lors de l'olympiade d'échecs de 1931 à Prague où il jouait au premier échiquier, Mattison obtint un score modeste de 50 % (+3 –3 =8) mais il fut le premier joueur à battre le champion du monde Alexandre Alekhine depuis 1927 (Alekhine obtint la médaille d'or individuelle à l'olympiade). Mattison battit également Akiba Rubinstein et Milan Vidmar et l'équipe de Lettonie finit 5e-7e de l'olympiade. Ce fut sa dernière compétition. Mattison mourut de la tuberculose en 1932. Il est enterré au Cimetière de la Forêt.

## Quelques parties de référence
- H. Mattison - Edgar Colle, Carlsbad 1929, 1-0
- H. Mattison - Alexandre Alekhine, Olympiade de Prague 1931, 1-0
- H. Mattison - Akiba Rubinstein, Olympiade de Prague 1931, 1-0

## Une étude célèbre
|   | a | b | c | d | e | f | g | h |   |
| 8 | Roi noir sur case noire h8 · Fou noir sur case noire g7 · Pion blanc sur case blanche a6 · Tour noire sur case blanche e6 · Cavalier blanc sur case noire h6 · Pion blanc sur case blanche b5 · Pion blanc sur case noire d2 · Roi blanc sur case blanche d1 | Roi noir sur case noire h8 · Fou noir sur case noire g7 · Pion blanc sur case blanche a6 · Tour noire sur case blanche e6 · Cavalier blanc sur case noire h6 · Pion blanc sur case blanche b5 · Pion blanc sur case noire d2 · Roi blanc sur case blanche d1 | Roi noir sur case noire h8 · Fou noir sur case noire g7 · Pion blanc sur case blanche a6 · Tour noire sur case blanche e6 · Cavalier blanc sur case noire h6 · Pion blanc sur case blanche b5 · Pion blanc sur case noire d2 · Roi blanc sur case blanche d1 | Roi noir sur case noire h8 · Fou noir sur case noire g7 · Pion blanc sur case blanche a6 · Tour noire sur case blanche e6 · Cavalier blanc sur case noire h6 · Pion blanc sur case blanche b5 · Pion blanc sur case noire d2 · Roi blanc sur case blanche d1 | Roi noir sur case noire h8 · Fou noir sur case noire g7 · Pion blanc sur case blanche a6 · Tour noire sur case blanche e6 · Cavalier blanc sur case noire h6 · Pion blanc sur case blanche b5 · Pion blanc sur case noire d2 · Roi blanc sur case blanche d1 | Roi noir sur case noire h8 · Fou noir sur case noire g7 · Pion blanc sur case blanche a6 · Tour noire sur case blanche e6 · Cavalier blanc sur case noire h6 · Pion blanc sur case blanche b5 · Pion blanc sur case noire d2 · Roi blanc sur case blanche d1 | Roi noir sur case noire h8 · Fou noir sur case noire g7 · Pion blanc sur case blanche a6 · Tour noire sur case blanche e6 · Cavalier blanc sur case noire h6 · Pion blanc sur case blanche b5 · Pion blanc sur case noire d2 · Roi blanc sur case blanche d1 | Roi noir sur case noire h8 · Fou noir sur case noire g7 · Pion blanc sur case blanche a6 · Tour noire sur case blanche e6 · Cavalier blanc sur case noire h6 · Pion blanc sur case blanche b5 · Pion blanc sur case noire d2 · Roi blanc sur case blanche d1 | 8 |
| 7 | Roi noir sur case noire h8 · Fou noir sur case noire g7 · Pion blanc sur case blanche a6 · Tour noire sur case blanche e6 · Cavalier blanc sur case noire h6 · Pion blanc sur case blanche b5 · Pion blanc sur case noire d2 · Roi blanc sur case blanche d1 | Roi noir sur case noire h8 · Fou noir sur case noire g7 · Pion blanc sur case blanche a6 · Tour noire sur case blanche e6 · Cavalier blanc sur case noire h6 · Pion blanc sur case blanche b5 · Pion blanc sur case noire d2 · Roi blanc sur case blanche d1 | Roi noir sur case noire h8 · Fou noir sur case noire g7 · Pion blanc sur case blanche a6 · Tour noire sur case blanche e6 · Cavalier blanc sur case noire h6 · Pion blanc sur case blanche b5 · Pion blanc sur case noire d2 · Roi blanc sur case blanche d1 | Roi noir sur case noire h8 · Fou noir sur case noire g7 · Pion blanc sur case blanche a6 · Tour noire sur case blanche e6 · Cavalier blanc sur case noire h6 · Pion blanc sur case blanche b5 · Pion blanc sur case noire d2 · Roi blanc sur case blanche d1 | Roi noir sur case noire h8 · Fou noir sur case noire g7 · Pion blanc sur case blanche a6 · Tour noire sur case blanche e6 · Cavalier blanc sur case noire h6 · Pion blanc sur case blanche b5 · Pion blanc sur case noire d2 · Roi blanc sur case blanche d1 | Roi noir sur case noire h8 · Fou noir sur case noire g7 · Pion blanc sur case blanche a6 · Tour noire sur case blanche e6 · Cavalier blanc sur case noire h6 · Pion blanc sur case blanche b5 · Pion blanc sur case noire d2 · Roi blanc sur case blanche d1 | Roi noir sur case noire h8 · Fou noir sur case noire g7 · Pion blanc sur case blanche a6 · Tour noire sur case blanche e6 · Cavalier blanc sur case noire h6 · Pion blanc sur case blanche b5 · Pion blanc sur case noire d2 · Roi blanc sur case blanche d1 | Roi noir sur case noire h8 · Fou noir sur case noire g7 · Pion blanc sur case blanche a6 · Tour noire sur case blanche e6 · Cavalier blanc sur case noire h6 · Pion blanc sur case blanche b5 · Pion blanc sur case noire d2 · Roi blanc sur case blanche d1 | 7 |
| 6 | Roi noir sur case noire h8 · Fou noir sur case noire g7 · Pion blanc sur case blanche a6 · Tour noire sur case blanche e6 · Cavalier blanc sur case noire h6 · Pion blanc sur case blanche b5 · Pion blanc sur case noire d2 · Roi blanc sur case blanche d1 | Roi noir sur case noire h8 · Fou noir sur case noire g7 · Pion blanc sur case blanche a6 · Tour noire sur case blanche e6 · Cavalier blanc sur case noire h6 · Pion blanc sur case blanche b5 · Pion blanc sur case noire d2 · Roi blanc sur case blanche d1 | Roi noir sur case noire h8 · Fou noir sur case noire g7 · Pion blanc sur case blanche a6 · Tour noire sur case blanche e6 · Cavalier blanc sur case noire h6 · Pion blanc sur case blanche b5 · Pion blanc sur case noire d2 · Roi blanc sur case blanche d1 | Roi noir sur case noire h8 · Fou noir sur case noire g7 · Pion blanc sur case blanche a6 · Tour noire sur case blanche e6 · Cavalier blanc sur case noire h6 · Pion blanc sur case blanche b5 · Pion blanc sur case noire d2 · Roi blanc sur case blanche d1 | Roi noir sur case noire h8 · Fou noir sur case noire g7 · Pion blanc sur case blanche a6 · Tour noire sur case blanche e6 · Cavalier blanc sur case noire h6 · Pion blanc sur case blanche b5 · Pion blanc sur case noire d2 · Roi blanc sur case blanche d1 | Roi noir sur case noire h8 · Fou noir sur case noire g7 · Pion blanc sur case blanche a6 · Tour noire sur case blanche e6 · Cavalier blanc sur case noire h6 · Pion blanc sur case blanche b5 · Pion blanc sur case noire d2 · Roi blanc sur case blanche d1 | Roi noir sur case noire h8 · Fou noir sur case noire g7 · Pion blanc sur case blanche a6 · Tour noire sur case blanche e6 · Cavalier blanc sur case noire h6 · Pion blanc sur case blanche b5 · Pion blanc sur case noire d2 · Roi blanc sur case blanche d1 | Roi noir sur case noire h8 · Fou noir sur case noire g7 · Pion blanc sur case blanche a6 · Tour noire sur case blanche e6 · Cavalier blanc sur case noire h6 · Pion blanc sur case blanche b5 · Pion blanc sur case noire d2 · Roi blanc sur case blanche d1 | 6 |
| 5 | Roi noir sur case noire h8 · Fou noir sur case noire g7 · Pion blanc sur case blanche a6 · Tour noire sur case blanche e6 · Cavalier blanc sur case noire h6 · Pion blanc sur case blanche b5 · Pion blanc sur case noire d2 · Roi blanc sur case blanche d1 | Roi noir sur case noire h8 · Fou noir sur case noire g7 · Pion blanc sur case blanche a6 · Tour noire sur case blanche e6 · Cavalier blanc sur case noire h6 · Pion blanc sur case blanche b5 · Pion blanc sur case noire d2 · Roi blanc sur case blanche d1 | Roi noir sur case noire h8 · Fou noir sur case noire g7 · Pion blanc sur case blanche a6 · Tour noire sur case blanche e6 · Cavalier blanc sur case noire h6 · Pion blanc sur case blanche b5 · Pion blanc sur case noire d2 · Roi blanc sur case blanche d1 | Roi noir sur case noire h8 · Fou noir sur case noire g7 · Pion blanc sur case blanche a6 · Tour noire sur case blanche e6 · Cavalier blanc sur case noire h6 · Pion blanc sur case blanche b5 · Pion blanc sur case noire d2 · Roi blanc sur case blanche d1 | Roi noir sur case noire h8 · Fou noir sur case noire g7 · Pion blanc sur case blanche a6 · Tour noire sur case blanche e6 · Cavalier blanc sur case noire h6 · Pion blanc sur case blanche b5 · Pion blanc sur case noire d2 · Roi blanc sur case blanche d1 | Roi noir sur case noire h8 · Fou noir sur case noire g7 · Pion blanc sur case blanche a6 · Tour noire sur case blanche e6 · Cavalier blanc sur case noire h6 · Pion blanc sur case blanche b5 · Pion blanc sur case noire d2 · Roi blanc sur case blanche d1 | Roi noir sur case noire h8 · Fou noir sur case noire g7 · Pion blanc sur case blanche a6 · Tour noire sur case blanche e6 · Cavalier blanc sur case noire h6 · Pion blanc sur case blanche b5 · Pion blanc sur case noire d2 · Roi blanc sur case blanche d1 | Roi noir sur case noire h8 · Fou noir sur case noire g7 · Pion blanc sur case blanche a6 · Tour noire sur case blanche e6 · Cavalier blanc sur case noire h6 · Pion blanc sur case blanche b5 · Pion blanc sur case noire d2 · Roi blanc sur case blanche d1 | 5 |
| 4 | Roi noir sur case noire h8 · Fou noir sur case noire g7 · Pion blanc sur case blanche a6 · Tour noire sur case blanche e6 · Cavalier blanc sur case noire h6 · Pion blanc sur case blanche b5 · Pion blanc sur case noire d2 · Roi blanc sur case blanche d1 | Roi noir sur case noire h8 · Fou noir sur case noire g7 · Pion blanc sur case blanche a6 · Tour noire sur case blanche e6 · Cavalier blanc sur case noire h6 · Pion blanc sur case blanche b5 · Pion blanc sur case noire d2 · Roi blanc sur case blanche d1 | Roi noir sur case noire h8 · Fou noir sur case noire g7 · Pion blanc sur case blanche a6 · Tour noire sur case blanche e6 · Cavalier blanc sur case noire h6 · Pion blanc sur case blanche b5 · Pion blanc sur case noire d2 · Roi blanc sur case blanche d1 | Roi noir sur case noire h8 · Fou noir sur case noire g7 · Pion blanc sur case blanche a6 · Tour noire sur case blanche e6 · Cavalier blanc sur case noire h6 · Pion blanc sur case blanche b5 · Pion blanc sur case noire d2 · Roi blanc sur case blanche d1 | Roi noir sur case noire h8 · Fou noir sur case noire g7 · Pion blanc sur case blanche a6 · Tour noire sur case blanche e6 · Cavalier blanc sur case noire h6 · Pion blanc sur case blanche b5 · Pion blanc sur case noire d2 · Roi blanc sur case blanche d1 | Roi noir sur case noire h8 · Fou noir sur case noire g7 · Pion blanc sur case blanche a6 · Tour noire sur case blanche e6 · Cavalier blanc sur case noire h6 · Pion blanc sur case blanche b5 · Pion blanc sur case noire d2 · Roi blanc sur case blanche d1 | Roi noir sur case noire h8 · Fou noir sur case noire g7 · Pion blanc sur case blanche a6 · Tour noire sur case blanche e6 · Cavalier blanc sur case noire h6 · Pion blanc sur case blanche b5 · Pion blanc sur case noire d2 · Roi blanc sur case blanche d1 | Roi noir sur case noire h8 · Fou noir sur case noire g7 · Pion blanc sur case blanche a6 · Tour noire sur case blanche e6 · Cavalier blanc sur case noire h6 · Pion blanc sur case blanche b5 · Pion blanc sur case noire d2 · Roi blanc sur case blanche d1 | 4 |
| 3 | Roi noir sur case noire h8 · Fou noir sur case noire g7 · Pion blanc sur case blanche a6 · Tour noire sur case blanche e6 · Cavalier blanc sur case noire h6 · Pion blanc sur case blanche b5 · Pion blanc sur case noire d2 · Roi blanc sur case blanche d1 | Roi noir sur case noire h8 · Fou noir sur case noire g7 · Pion blanc sur case blanche a6 · Tour noire sur case blanche e6 · Cavalier blanc sur case noire h6 · Pion blanc sur case blanche b5 · Pion blanc sur case noire d2 · Roi blanc sur case blanche d1 | Roi noir sur case noire h8 · Fou noir sur case noire g7 · Pion blanc sur case blanche a6 · Tour noire sur case blanche e6 · Cavalier blanc sur case noire h6 · Pion blanc sur case blanche b5 · Pion blanc sur case noire d2 · Roi blanc sur case blanche d1 | Roi noir sur case noire h8 · Fou noir sur case noire g7 · Pion blanc sur case blanche a6 · Tour noire sur case blanche e6 · Cavalier blanc sur case noire h6 · Pion blanc sur case blanche b5 · Pion blanc sur case noire d2 · Roi blanc sur case blanche d1 | Roi noir sur case noire h8 · Fou noir sur case noire g7 · Pion blanc sur case blanche a6 · Tour noire sur case blanche e6 · Cavalier blanc sur case noire h6 · Pion blanc sur case blanche b5 · Pion blanc sur case noire d2 · Roi blanc sur case blanche d1 | Roi noir sur case noire h8 · Fou noir sur case noire g7 · Pion blanc sur case blanche a6 · Tour noire sur case blanche e6 · Cavalier blanc sur case noire h6 · Pion blanc sur case blanche b5 · Pion blanc sur case noire d2 · Roi blanc sur case blanche d1 | Roi noir sur case noire h8 · Fou noir sur case noire g7 · Pion blanc sur case blanche a6 · Tour noire sur case blanche e6 · Cavalier blanc sur case noire h6 · Pion blanc sur case blanche b5 · Pion blanc sur case noire d2 · Roi blanc sur case blanche d1 | Roi noir sur case noire h8 · Fou noir sur case noire g7 · Pion blanc sur case blanche a6 · Tour noire sur case blanche e6 · Cavalier blanc sur case noire h6 · Pion blanc sur case blanche b5 · Pion blanc sur case noire d2 · Roi blanc sur case blanche d1 | 3 |
| 2 | Roi noir sur case noire h8 · Fou noir sur case noire g7 · Pion blanc sur case blanche a6 · Tour noire sur case blanche e6 · Cavalier blanc sur case noire h6 · Pion blanc sur case blanche b5 · Pion blanc sur case noire d2 · Roi blanc sur case blanche d1 | Roi noir sur case noire h8 · Fou noir sur case noire g7 · Pion blanc sur case blanche a6 · Tour noire sur case blanche e6 · Cavalier blanc sur case noire h6 · Pion blanc sur case blanche b5 · Pion blanc sur case noire d2 · Roi blanc sur case blanche d1 | Roi noir sur case noire h8 · Fou noir sur case noire g7 · Pion blanc sur case blanche a6 · Tour noire sur case blanche e6 · Cavalier blanc sur case noire h6 · Pion blanc sur case blanche b5 · Pion blanc sur case noire d2 · Roi blanc sur case blanche d1 | Roi noir sur case noire h8 · Fou noir sur case noire g7 · Pion blanc sur case blanche a6 · Tour noire sur case blanche e6 · Cavalier blanc sur case noire h6 · Pion blanc sur case blanche b5 · Pion blanc sur case noire d2 · Roi blanc sur case blanche d1 | Roi noir sur case noire h8 · Fou noir sur case noire g7 · Pion blanc sur case blanche a6 · Tour noire sur case blanche e6 · Cavalier blanc sur case noire h6 · Pion blanc sur case blanche b5 · Pion blanc sur case noire d2 · Roi blanc sur case blanche d1 | Roi noir sur case noire h8 · Fou noir sur case noire g7 · Pion blanc sur case blanche a6 · Tour noire sur case blanche e6 · Cavalier blanc sur case noire h6 · Pion blanc sur case blanche b5 · Pion blanc sur case noire d2 · Roi blanc sur case blanche d1 | Roi noir sur case noire h8 · Fou noir sur case noire g7 · Pion blanc sur case blanche a6 · Tour noire sur case blanche e6 · Cavalier blanc sur case noire h6 · Pion blanc sur case blanche b5 · Pion blanc sur case noire d2 · Roi blanc sur case blanche d1 | Roi noir sur case noire h8 · Fou noir sur case noire g7 · Pion blanc sur case blanche a6 · Tour noire sur case blanche e6 · Cavalier blanc sur case noire h6 · Pion blanc sur case blanche b5 · Pion blanc sur case noire d2 · Roi blanc sur case blanche d1 | 2 |
| 1 | Roi noir sur case noire h8 · Fou noir sur case noire g7 · Pion blanc sur case blanche a6 · Tour noire sur case blanche e6 · Cavalier blanc sur case noire h6 · Pion blanc sur case blanche b5 · Pion blanc sur case noire d2 · Roi blanc sur case blanche d1 | Roi noir sur case noire h8 · Fou noir sur case noire g7 · Pion blanc sur case blanche a6 · Tour noire sur case blanche e6 · Cavalier blanc sur case noire h6 · Pion blanc sur case blanche b5 · Pion blanc sur case noire d2 · Roi blanc sur case blanche d1 | Roi noir sur case noire h8 · Fou noir sur case noire g7 · Pion blanc sur case blanche a6 · Tour noire sur case blanche e6 · Cavalier blanc sur case noire h6 · Pion blanc sur case blanche b5 · Pion blanc sur case noire d2 · Roi blanc sur case blanche d1 | Roi noir sur case noire h8 · Fou noir sur case noire g7 · Pion blanc sur case blanche a6 · Tour noire sur case blanche e6 · Cavalier blanc sur case noire h6 · Pion blanc sur case blanche b5 · Pion blanc sur case noire d2 · Roi blanc sur case blanche d1 | Roi noir sur case noire h8 · Fou noir sur case noire g7 · Pion blanc sur case blanche a6 · Tour noire sur case blanche e6 · Cavalier blanc sur case noire h6 · Pion blanc sur case blanche b5 · Pion blanc sur case noire d2 · Roi blanc sur case blanche d1 | Roi noir sur case noire h8 · Fou noir sur case noire g7 · Pion blanc sur case blanche a6 · Tour noire sur case blanche e6 · Cavalier blanc sur case noire h6 · Pion blanc sur case blanche b5 · Pion blanc sur case noire d2 · Roi blanc sur case blanche d1 | Roi noir sur case noire h8 · Fou noir sur case noire g7 · Pion blanc sur case blanche a6 · Tour noire sur case blanche e6 · Cavalier blanc sur case noire h6 · Pion blanc sur case blanche b5 · Pion blanc sur case noire d2 · Roi blanc sur case blanche d1 | Roi noir sur case noire h8 · Fou noir sur case noire g7 · Pion blanc sur case blanche a6 · Tour noire sur case blanche e6 · Cavalier blanc sur case noire h6 · Pion blanc sur case blanche b5 · Pion blanc sur case noire d2 · Roi blanc sur case blanche d1 | 1 |
|   | a | b | c | d | e | f | g | h |   |

## Monographies
- Timothy G. Whitworth, Mattison's Chess Endgame Studies., British Chess Magazine, 1987.Contient l'intégrale des études de Mattison.